# Ръждива пещарка
Ръждива пещарка (Furnarius rufus) е птица от род Пещарки (Furnarius), семейство Пещаркови (Furnariidae). Принадлежи към една от най-големите групи птици на Южна Америка. Ръждивата пещарка има мелодичен глас и пее през цялата година. Птицата е един от националните символи на Аржентина.

## Описание
Ръждивата пещарка има красива кафеникаво-червена окраска. Цветът на главата и шията е малко по-тъмен. Гърлото е оцветено в бяло. От очите назад е разположена ярка ръждиво-жълта ивица. Маховите пера са сиви, големите махови пера имат в основата си бледо жълто оцветяване. Рулевите пера са с жълто-червен цвят. Очите са жълто-кафяви, клюнът – кафяв, краката – кафяви. Дължината на птицата е 19 см, размахът на крилата – 27 см, дължината на крилото – 10 см, на опашката – 7 см.

## Местообитание
Ръждивата пещарка се среща в Бразилия, Боливия, Парагвай, Уругвай и Аржентина, обикновено на открити влажни пространства. Често обитава райони в близост до населените места.

## Начин на живот
Ръждивата пещарка живее по двойки целогодишно, като много двойки се запазват за цял живот. Птиците са свикнали с близостта на човека и особено в Аржентина се заселват близост или в населените места, където обитават градските паркове и градини. Често необичайните им гнезда са изградени по огради и под покривите на къщи, ако наблизо няма подходящи дървета.
Птиците са активни през деня. По-голямата част от времето прекарват на земята, търсейки храна, или стоят по дърветата и пеят. Своите песни пещарките обикновено изпълняват в дует – пеят заедно и мъжкия и женската. През нощта птиците спят, скрити в клоните на дърветата.
Често обитават неголяма територия. Хранят се с насекоми и техните личинки, различни паяци и червеи.

## Размножаване
През зимата, през дъждовния период, мъжкият и женската заедно строят гнездо от кал и растителни влакна. През този период глината е достатъчно мека и влажна.
След като изберат подходящо място птиците започват строителство на дълбоко гнездо под формата на купа, което укрепват с помощта на тревни стъбла и други растителни влакна и материали. Когато тази част на гнездото е готова и изсъхне на слънцето, птиците започват да добавят глина по ръбовете на купата и изграждат стени, докато техните сводове не се съберат. Накрая оставят тесен кръгъл отвор за вход. През време строителството на гнездото пещарката пренася 1500—2000 порции глина, с общо тегло 3,5 – 5,5 кг.
Женската снася след оплождането 3 – 5 бели яйца. Малките пещарки се излюпват след 18-20 дни. Родителите се грижат за тяхното хранене, и след 18 дни пещарките излитат от гнездото. Пещарките гнездят веднъж годишно, и възрастните и малките в продължение на 2 – 3 месеца живеят заедно.

## Опазване на вида
Ръждивата пещарка не е застрашен вид, въпреки че през последните години губи естествените си местообитания.